# Croizetoceros
Il croizetocero (gen. Croizetoceros) è un mammifero artiodattilo estinto, appartenente ai cervidi. Visse tra il Miocene terminale e il Pleistocene inferiore (circa 5,5 - 1,5 milioni di anni fa) e i suoi resti fossili sono stati ritrovati in Europa.

## Descrizione
Questo animale era un cervide di taglia medio-piccola, e l'altezza al garrese superava di poco il metro nelle specie più grandi. Il peso si aggirava sui 60 chilogrammi (all'incirca quello di un odierno daino). Croizetoceros fu uno dei primi cervidi a sviluppare palchi complessi, dotati di quattro o anche cinque corte diramazioni. Le corna erano piuttosto lunghe e a forma di lira, e le diramazioni si dipartivano tangenzialmente dal ramo centrale. Nel corso del Pliocene, Croizetoceros sviluppò sempre più queste caratteristiche.

## Classificazione
La storia tassonomica di Croizetoceros è piuttosto complicata. Nel 1828 Croizet e Jobert classificarono i cervidi del Pliocene della Francia in due sottogeneri del genere Cervus, Cataglochis e Anoglochis (attualmente completamente privi di valore tassonomico e riclassificati in generi diversi), senza una descrizione dettagliata. La specie Cervus ramosus fu attribuita al sottogenere Anoglochis. Portis, nel 1920, attribuì questa specie al sottogenere Polycladus, aumentando la confusione, mentre Azzaroli nel 1953 ricondusse la specie ad Anoglochis, questa volta elevato a rango di genere. Fu solo nel 1970 che il paleontologo norvegese Heintz, in una completa revisione dei cervidi del Villafranchiano, ritenne che la specie Cervus ramosus fosse abbastanza distinta da giustificare l'istituzione del nuovo genere Croizetoceros. La specie tipo Croizetoceros ramosus, che è anche la più conosciuta, è stata suddivisa a sua volta in varie altre sottospecie (C. ramosus ramosus, C. ramosus medius, C. ramosus minor, C. ramosus pueblensis, C. ramosus villarroyensis, C. ramosus fonelensis).

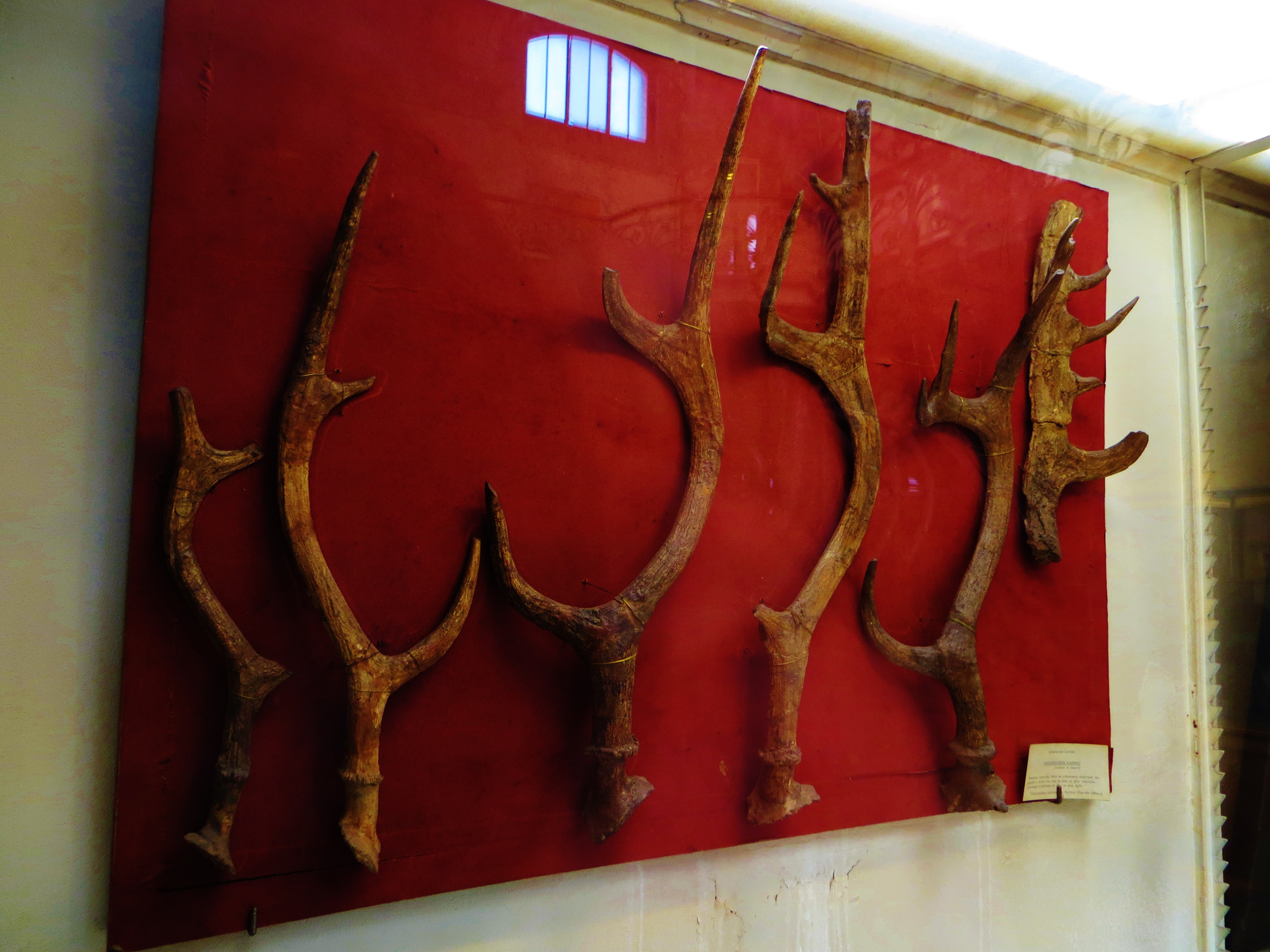
Palchi di Croizetoceros ramosus

Resti di questi cervi sono abbondanti nel Pliocene superiore - Pleistocene inferiore di Francia e Spagna, oltre che nel Pliocene di Ucraina, Moldavia e Polonia. Croizetoceros è uno dei primi cervidi di aspetto moderno (sottofamiglia Cervinae, tribù Cervini) e apparve al termine del Miocene superiore, nel Messiniano, per poi estinguersi nel corso del Pleistocene inferiore.

## Paleobiologia
Croizetoceros era caratterizzato da un elevato grado di usura dei denti: probabilmente ciò era dovuto al fatto che questo animale si alimentava con sostanze altamente abrasive.

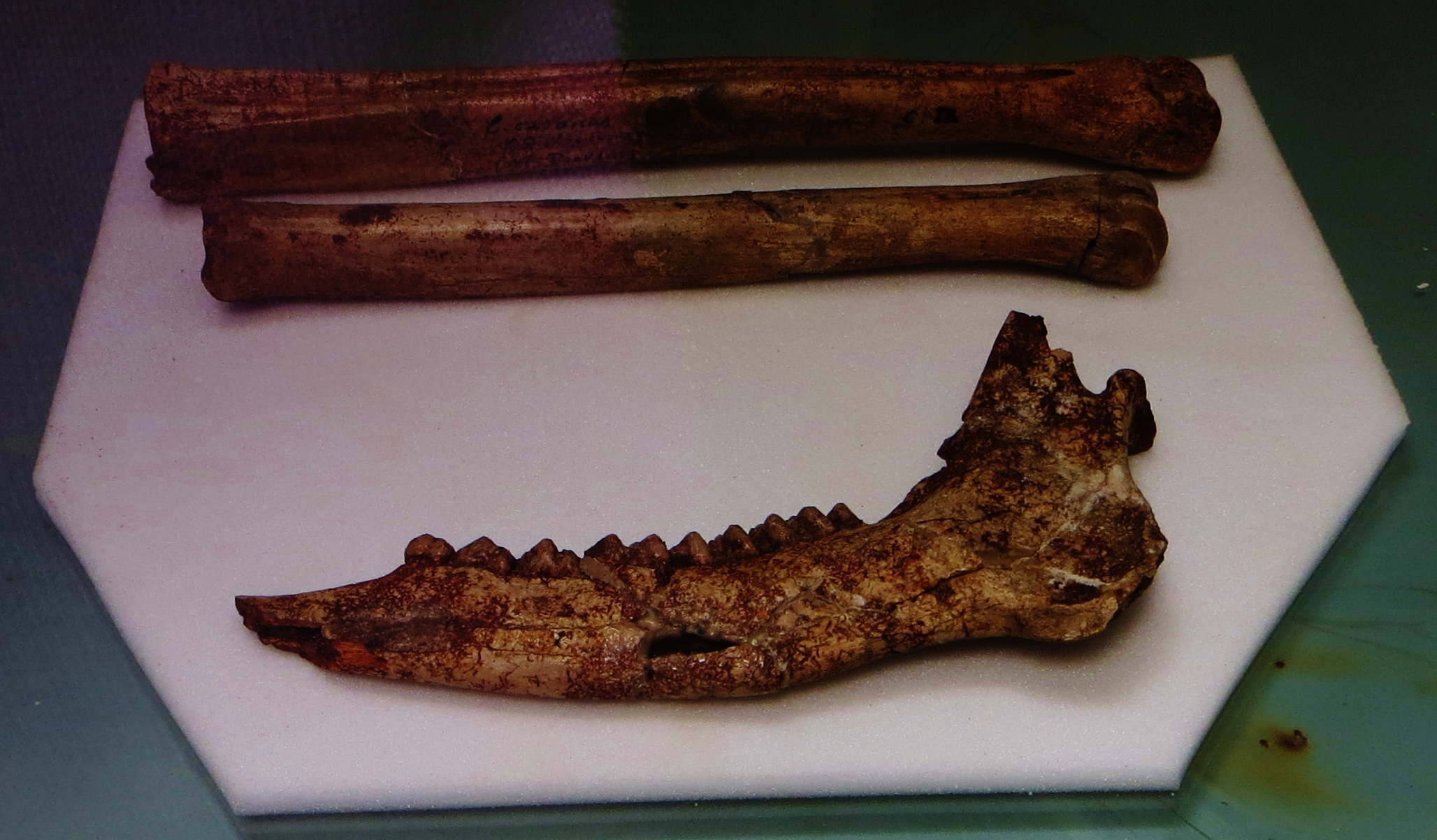
Fossili di Croizetoceros ramosus